# Hantsu x Trash
Hantsu x Trash (ハンツーｘトラッシュ Hantsū x Torasshu?) es un manga escrito e ilustrado por Hiyoko Kobayashi. Es publicada en la revista Young Magazine de la editorial Kodansha. Una adaptación del manga es realizado por el estudio Hoods Entertainment, en formato OVA.

## Argumento
Yōhei Hamaji, un estudiante de primer año de la escuela secundaria que no tiene propósitos en la vida, recibe una invitación para unirse a un club de waterpolo donde "puede tocar a las chicas tanto como quiera".

## Personajes
Yōhei Hamaji
Seiyū: Yūma Uchida
El protagonista de la historia. Es un muchacho que no tiene propósitos en la vida, hasta que un día recibe la invitación de Nakajima para unirse al club de waterpolo. Al principio, le gustaba Chisato, pero cuando ella rechazó su confesión, comenzó a salir con Maki, pero tampoco pudo establecer una relación definitiva. Pese a ello aún alberga sus sentimientos por Chisato. Cuando Chisato logra aprobar su ingreso a la universidad, Hamaji aprovecha el momento para confesarse nuevamente, a lo que Chisato admite también estar enamorada de él, pero lo rechaza argumentando que si comienzan a salir, ella no podrá superarse como jugadora de waterpolo. Hamaji abatido, decide retirarse del club de waterpolo, pero al ver que Maki todavía lo amaba a pesar de su ruptura con ella, se reintegra al club junto con ella y le dice que no quiere perderla, lo cual deja implícito que ambos vuelvan a estar juntos.
Chisato Hagiwara
Seiyū: Maaya Uchida
La líder del club de waterpolo. Chisato es una jugadora dedicada al waterpolo y tiene una obsesión de nivel experto con el deporte. A pesar de no tener experiencia en el amor, comienza a desarrollar sentimientos por Hamaji. Al final de la historia, Chisato aprueba su ingreso a la universidad y con tal de mejorar como persona y como jugadora de waterpolo, rechazó salir con Hamaji a pesar de revelarle que le gusta también. Así mismo le dice a Maki que es la persona adecuada para estar con Hamaji.
Nakajima
Seiyū: Kenta Matsumoto
Es el capitán del equipo masculino de waterpolo. Él tuvo la idea de invitar a Yōhei a unirse al club. Tiene una enorme obsesión por las chicas, por lo que no duda ordenar a sus compañeros a realizar "misiones", todo con el fin de obtener información sobre las chicas y saber cuál tiene mejor cuerpo.
Maki Hayami
Seiyū: Saki Yamakita
Maki era miembro del club de atletismo, pero lo abandonó para ir al waterpolo debido a que mientras corría, sus senos rebotaban. Allí conoce a Yōhei, quienes se vuelven muy cercanos debido a que éste la rescató tras ahogarse en la piscina, ya que le inquietaba que los chicos observaran sus senos. Posteriormente después Maki se enamora de Yōhei y comienzan a salir durante varios meses. Un día, Maki invita a Hamaji a su casa, ya que su padre se fue a un viaje de negocios. Pero cuando estaban a punto de tener sexo, el padre regresa a la casa, ya que su viaje se canceló y al verlos desnudos, le prohíbe a Hamaji acercarse a su hija. Maki, sintiéndose culpable, abandona el club de waterpolo y se mantiene alejada de Hamaji, ya que se da cuenta de que todavía ama a Chisato. Poco después de dejar el club, se une al club de arte. Después de estar distanciados por un tiempo, Maki decide terminar con Hamaji, aunque nunca dejó de quererlo. Al enterarse de que Hamaji se retiró del club de waterpolo después de ser rechazado nuevamente por Chisato, Maki decide reintegrarse al club de waterpolo y tras una conversación con Chisato, le dice a Hamaji que aún lo ama. Al día siguiente, Hamaji y Maki se reintegran al club de  waterpolo, donde Hamaji le dice que no quiere perderla, a lo que Maki le dice que siempre ha sido sincero, lo cual deja implícito que ambos vuelvan a estar juntos.
Manami Miyoshi
Seiyū: Shizuka Itō
Miyoshi, exjugadora estrella del equipo de waterpolo de la escuela secundaria, es una estudiante universitaria que trabaja como voluntaria en la escuela como entrenadora asistente. Ella se siente especialmente atraída por los vírgenes, con la esperanza de tener sus primeras veces, pero en la escuela dirige sus esfuerzos principalmente hacia el inconsciente Hamaji.
Mai Shinozaki
Seiyū: Yurika Kubo
Es una miembro del club de waterpolo. Está enamorada de Chisato Hagiwara, llegando a tener interés pervertido en ella. Al principio le disgustaba Yōhei, pero al descubrir que Chisato estaba enamorada de él, comienza a apoyarla en su amor.

## Contenido de la obra

### Manga
El manga original, escrito por Hiyoko Kobayashi, empezó su publicación en julio de 2012. Recopilando 18 volúmenes publicados.

### Anime
El manga fue adaptado a un anime, en formato OVA, por el estudio Hoods Entertainment, bajo la dirección de Hisashi Saito. El primer episodio se estrenó el 6 de octubre de 2015.